# Needle Tower
Needle Tower (Torre de aguja) es una obra de arte pública del escultor estadounidense Kenneth Snelson ubicada al exterior del Museo y Jardín de Esculturas Hirshhorn en Washington D. C., Estados Unidos .

## Descripción
Esta escultura abstracta de 26,5 metros de alto. Es una torre en forma afilada construida con tuberías de aluminio y cables de acero inoxidable. Los tubos de aluminio actúan a compresión, sostenidos en tensión por los cables de acero inoxidable que pasan por los extremos de los tubos.

## Adquisición
La pieza fue un regalo del coleccionista de arte Joseph Hirshhorn en el año 1974.

## Principio de tensegridad
El estilo escultórico único de Snelson se representa y se articula perfectamente en Needle Tower.

La estructura de la escultura se compone por lo que se conoce como principio de "tensegridad"; descripción dada por el ex profesor de Snelson, Buckminster Fuller, entre la fusión de la tensión y la integridad estructural. Según Snelson:
"La tensegridad describe un sistema estructural cerrado compuesto por un conjunto de tres o más puntales de compresión alargados dentro de una red de tensióncompuesta por algo similar a tendones. Las partes combinadas se apoyan mutuamente de tal manera que los puntales no se tocan entre sí, sino que presionan hacia afuera contra puntos nodales en el red de tracción para formar una unidad firme, triangulada, pretensada, de tracción y compresión." 

## Simbolismo
Mucho se ha dicho sobre las formas geométricas que se ven en las obras de Snelson. Mirando hacia arriba desde el interior de la Needle Tower, uno puede formar la visualización de la Estrella de David.
Según Snelson, sus obras no son simbólicas y es común ver estrellas de seis puntas en su obra. En la Needle Tower, las seis puntas provienen de la geometría natural de los tres puntales de compresión que forman cada capa:
Los conjuntos de tres (Sistema de tubos y cables), se alternan por medio de módulos helicoidales izquierdo y derecho, sumando hasta seis cuando se ven hacia arriba desde la base de la torre.

## Conservación
En abril de 2010, el Museo Hirshhorn completó el trabajo de conservación de la escultura. Se necesitaron 15 profesionales para volver a montar la torre en posición vertical después de la finalización del trabajo de conservación artística.

## Needle Tower II
Una segunda Needle Tower, se completó en el año 1968 y fue adquirida por el Museo Kröller-Müller en 1971. La pieza reside en el jardín de esculturas de dicho museo.

## Galería

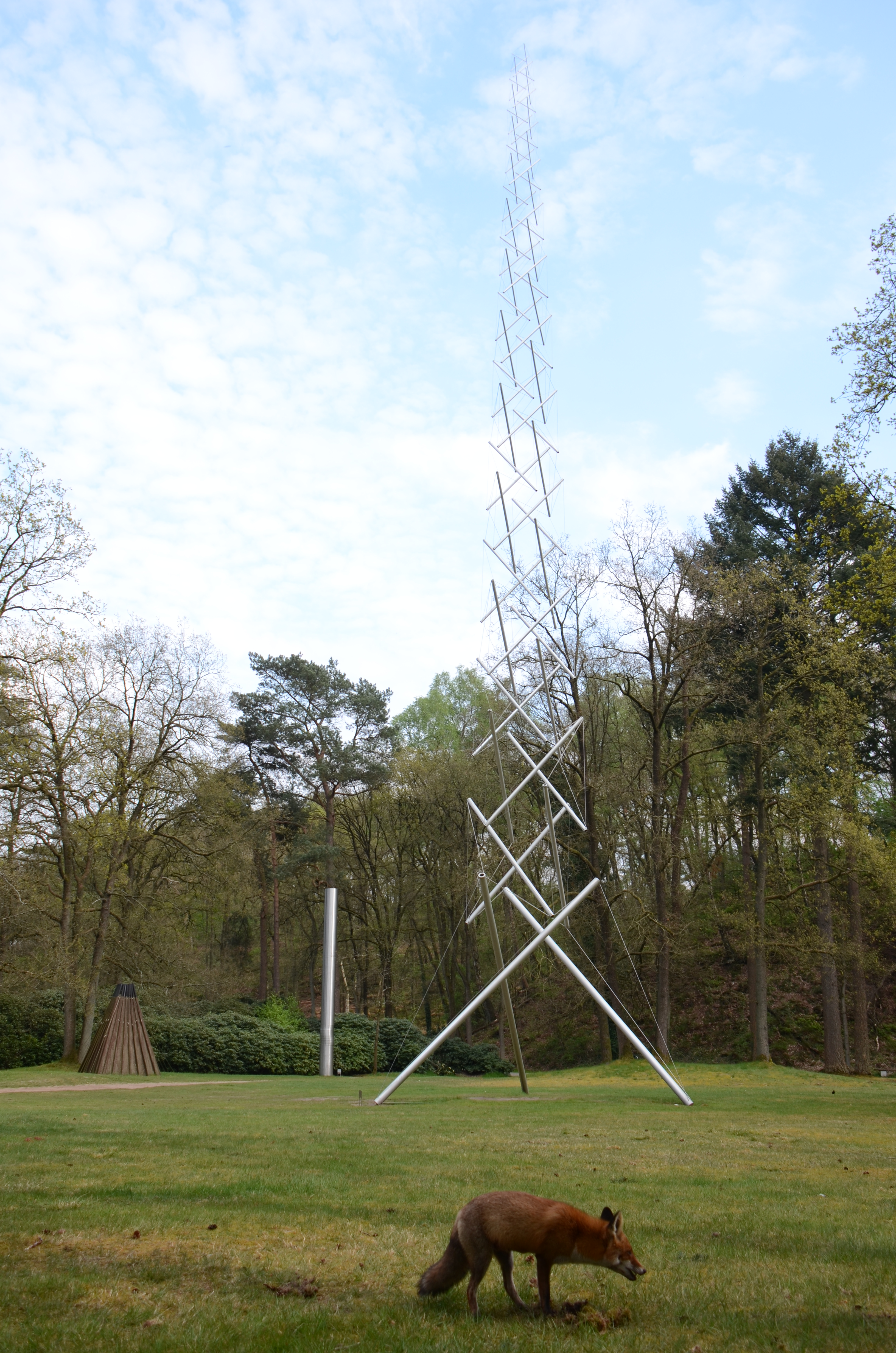
Needle Tower en el jardín de esculturas del Museo Kröller Müller
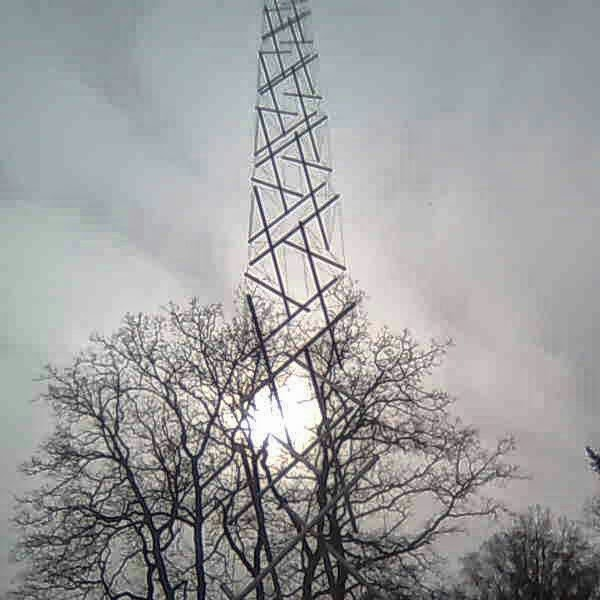
Needle Tower en el Parque nacional De Hoge Veluwe
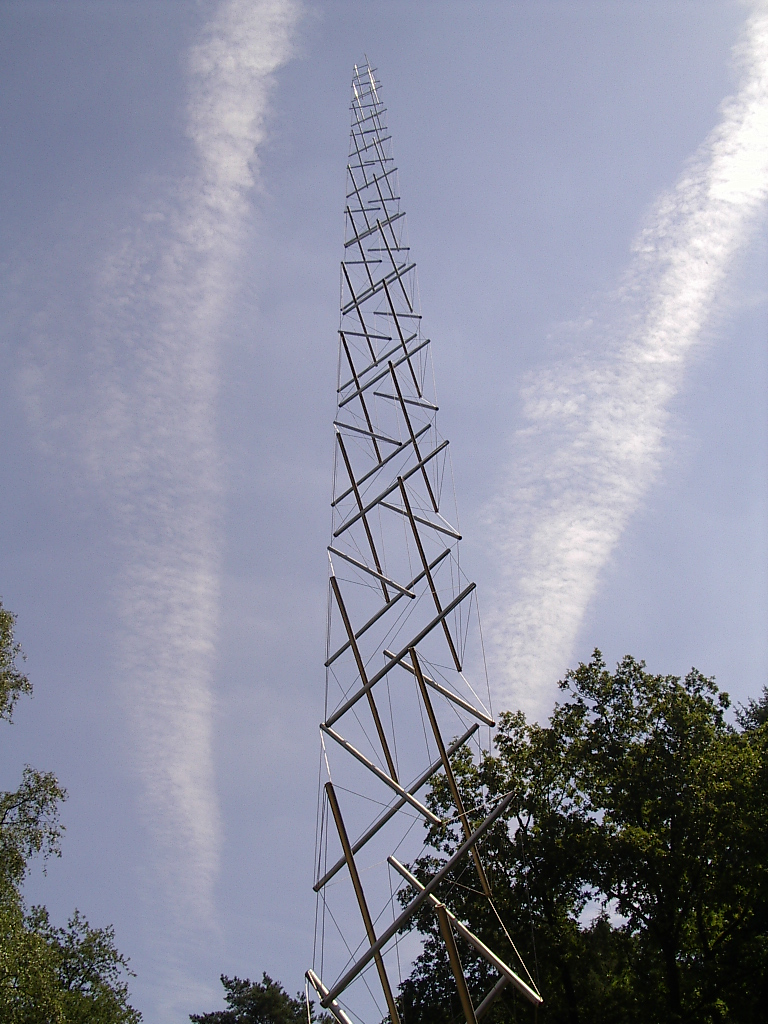
Needle Tower en el jardín de esculturas del Museo Kröller Müller
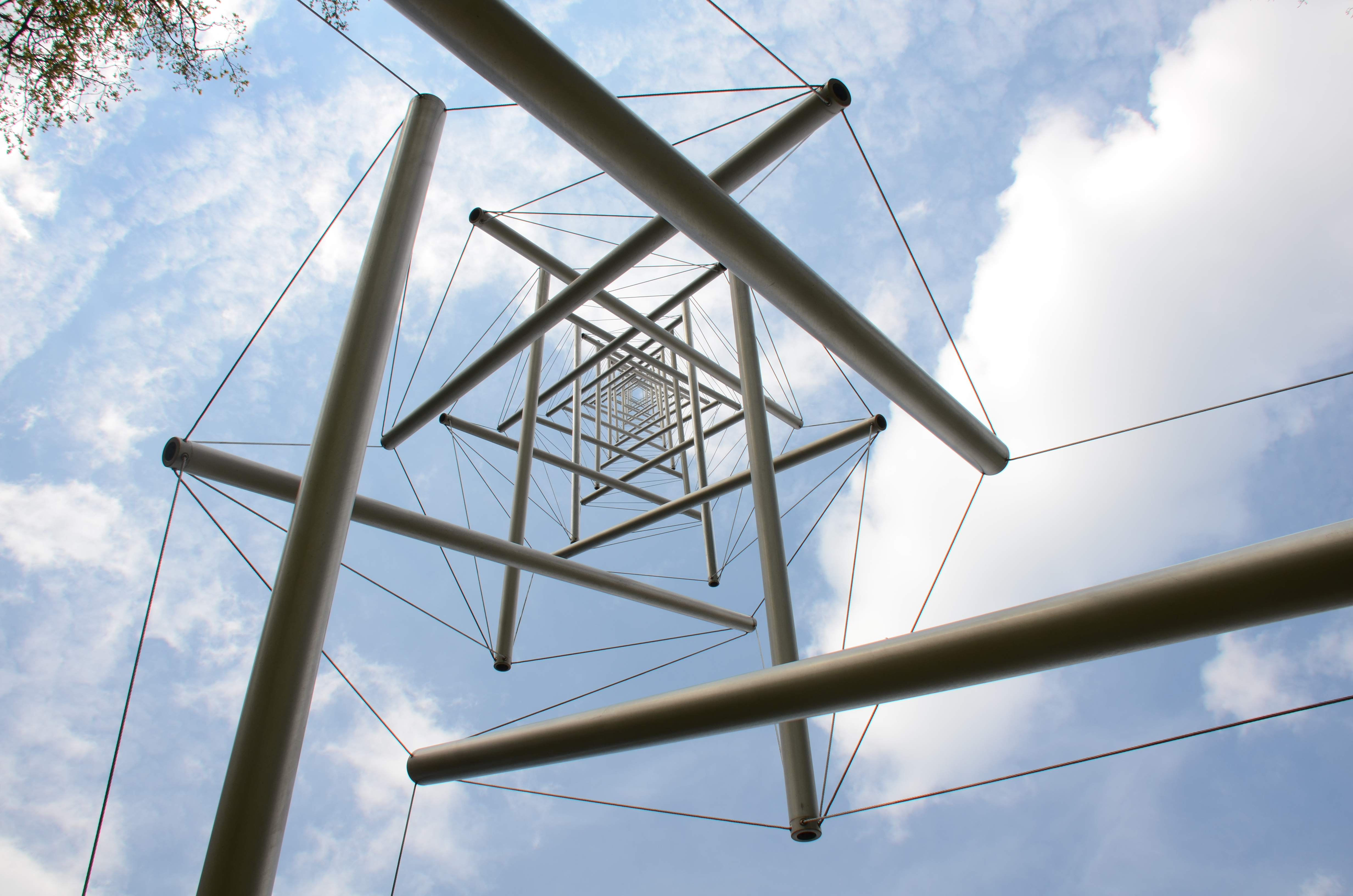
Needle Tower en un contrapicado